# Poecilia latipinna
Cá trân châu (Danh pháp khoa học: Poecilia latipinna) hay còn gọi là cá mô ly hay cá bình tích, Tên tiếng Việt khác như Cá Mố lũy, Cá Mã lệ, Cá Hắc bố lũy là loài cá thuộc chi Poecilia phân bố ở Trung Mỹ.

## Đặc điểm
Cá đẻ con, mắn đẻ và dễ sinh sản. Cá thường bị lai tạp giữa các loài trong giống và các loài cá lai khác. Cá ăn tảo, mùn bã hữu cơ, trùng chỉ, thức ăn viên. Chúng có thể nuôi chung với nhiều loài cá khác trong bể thủy sinh, chúng có tốc độ sinh sản nhanh, là loài cá có giá rẻ và mức độ phổ biến nhất trong các loại cá. Cá nuôi trong bể thủy sinh và có không gian rộng vì cá hoạt động tích cực. Cá cũng thích hợp trong bể nuôi chung. Cá dễ nuôi, khỏe mạnh, thích ứng nước từ ngọt đến lợ, ưa độ mặn 5 – 10‰. Tránh môi trường nước mềm và axít vì cá dễ bị bệnh rung thân.